# Ólöf Nordal
Pour les articles homonymes, voir Nordal.
Ólöf Nordal (née le 3 décembre 1966 à Reykjavik et morte le 8 février 2017 dans la même ville), est une femme politique islandaise.

## Biographie
Ólöf Nordal est la fille de Jóhannesi Nordal, gouverneur de la Banque centrale d'Islande de 1961 à 1993 et président de 1964 à 1993. Elle est avocate pour la Bourse d'Islande de 1999 à 2001 et professeur de droit ainsi que directrice du département du droit des affaires à l’université de Bifröst.
Députée en 2007, elle est ministre islandaise de l'Intérieur de décembre 2014 à janvier 2017.
Elle est citée dans l'affaire des Panama Papers en avril 2016, étant propriétaire d'entreprises enregistrées auprès du cabinet Mossack Fonseca aux Iles Vierges,.
Elle est mariée et a quatre enfants. On lui diagnostique un cancer à l'été 2014, elle en meurt le 8 février 2017.